# Агата Рэйзин
«Агата Рэйзин» (англ. Agatha Raisin) — британский детективно-комедийный телесериал, основанный на книгах шотландской писательницы М. К. Битон (Мэрион Честни Гиббонс). Пилотная серия под названием «Агата Рэйзин и киш смерти» (англ. Agatha Raisin and Quiche of Death) была показана 26 декабря 2014 года. Первый сезон из восьми серий вышел в эфир 17 июня 2016 года. На данный момент снято четыре сезона (всего 25 серий).

## Производство

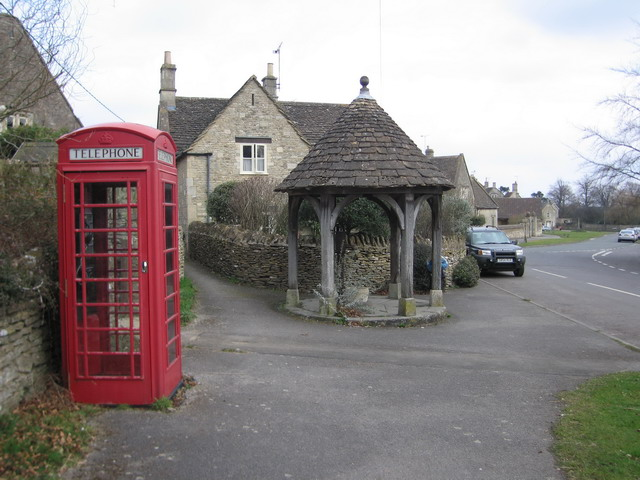
Деревня Биддстон (Уилтшир), в которой снимался телесериал

Действие происходит в вымышленной деревне Карсли, роль которой в телесериале сыграла деревня Биддстон в Уилтшире.

## Сюжет
Главная героиня сериала, 53-летняя Агата Рэйзин (Эшли Дженсен), работает в пиар-агентстве в Лондоне. Однако ей надоедает светская жизнь и она решает переехать в маленькую деревню. Агата пытается устроиться там поудобнее, сохранить привычный уровень городского комфорта и подружиться с местными жителями. Это оказывается непростой задачей. Кроме того, она постоянно сталкивается с разными криминальными загадками, решать которые ей помогают уборщица Джемма Симпсон (Кэти Уикс) и детектив Билл Вонг (Мэтт МакКуи).

## В ролях
Исполнительные продюсеры: Мэттью Мулот, Гай Хэскотт.
| актёр           | роль               | эпизодов |
| --------------- | ------------------ | -------- |
| Эшли Дженсен    | Агата Рэйзин       | 9        |
| Джейми Гловер   | Джеймс Лейси       | 9        |
| Кейти Уикс      | Джемма Симпсон     | 9        |
| Мэтью Хорн      | Рой Сильвер        | 9        |
| Мэтт МакКуи     | детектив Билл Вонг | 9        |
| Джейсон Барнетт | Дэнзел Уилкс       | 9        |
| Люси Лиманн     | Сара Блоксби       | 7        |